# Киберсин

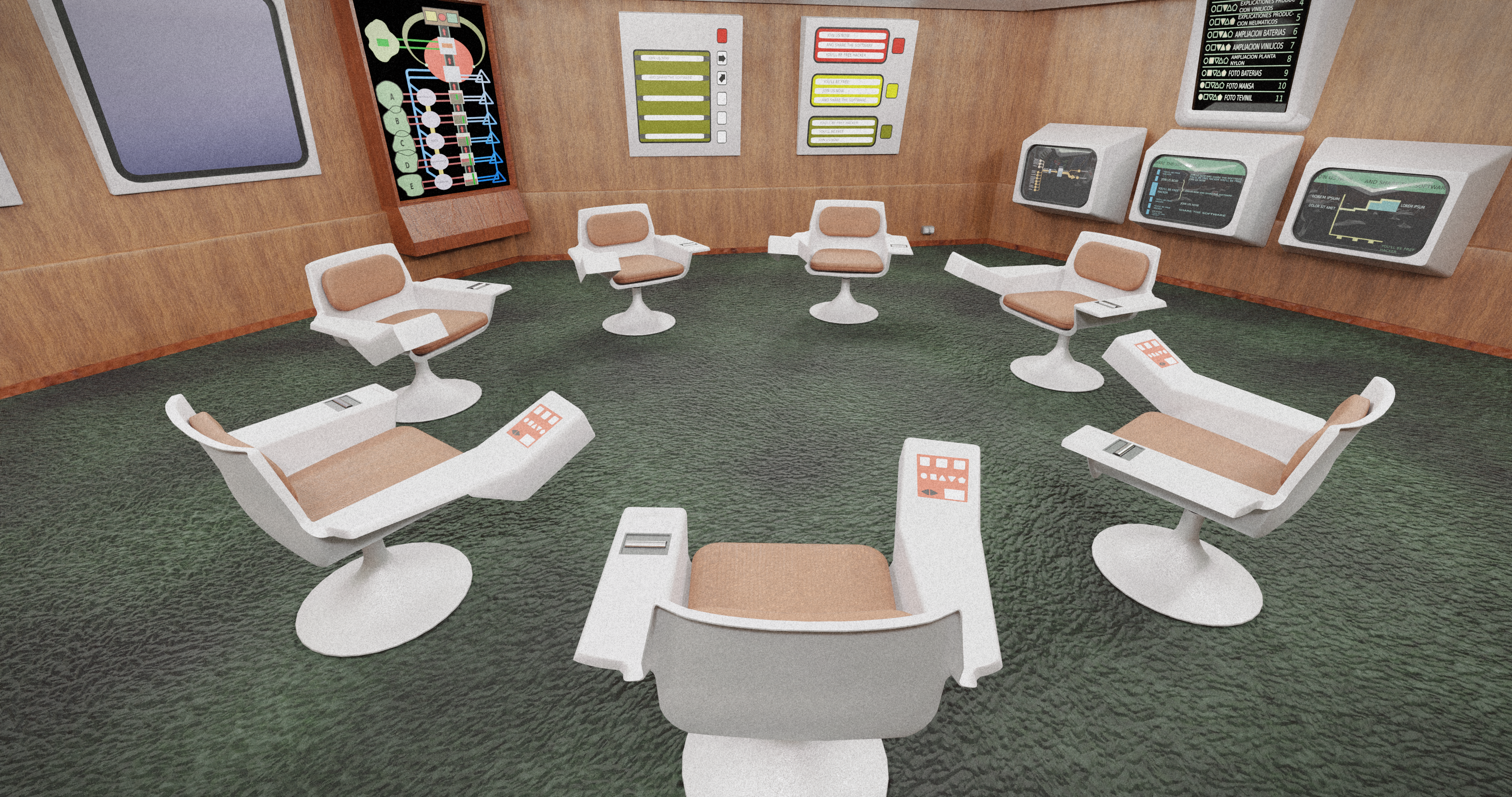

Киберсин (англ. Cybersyn) — проект централизованного компьютерного управления плановой экономикой, который строился в Чили при президенте Сальвадоре Альенде в 1970—1973 годах. Проект осуществлялся под руководством британского теоретика исследования операций Стаффорда Бира.

## История проекта
После прихода к власти в Чили коалиции Народное единство во главе с Сальвадором Альенде в 1970 году новое правительство обратилось к английскому кибернетику Стаффорду Биру с предложением о создании информационной системы по управлению экономикой страны. Стаффорд Бир дал своё согласие и лично возглавил проект с 1971 года, переехав непосредственно в Чили.
Управляющая программа разрабатывавшейся системы получила название Cyberstrider. Она была написана чилийскими инженерами в сотрудничестве с британскими учёными. С помощью телексов система соединила 500 предприятий в сеть Cybernet. Вся информация должна была в реальном времени поступать в комнату управления, которая находилась в Президентском дворце «Ла Монеда» в Сантьяго. В системе было предусмотрено четыре уровня управления (предприятие, отрасль, сектор экономики, глобальный уровень), и она должна была обладать алгедонической обратной связью. В теории, если проблема не разрешалась на низшем уровне за определённый промежуток времени, то автоматически происходила её эскалация на более высокий уровень принятия решения вплоть до глобального. На практике входящие данные приходилось выводить на экраны силами четырёх дизайнеров, а сообщения о необходимости вмешательства поступали со значительной задержкой. Например, системой было сгенерировано уведомление, предупреждающее о потенциальной нехватке угля, которая уже была решена несколькими днями ранее.
После переворота 1973 года центр управления Киберсина был разрушен, поскольку новое правительство сочло данный проект непривлекательным.